# Quantum mutatus ab illo!

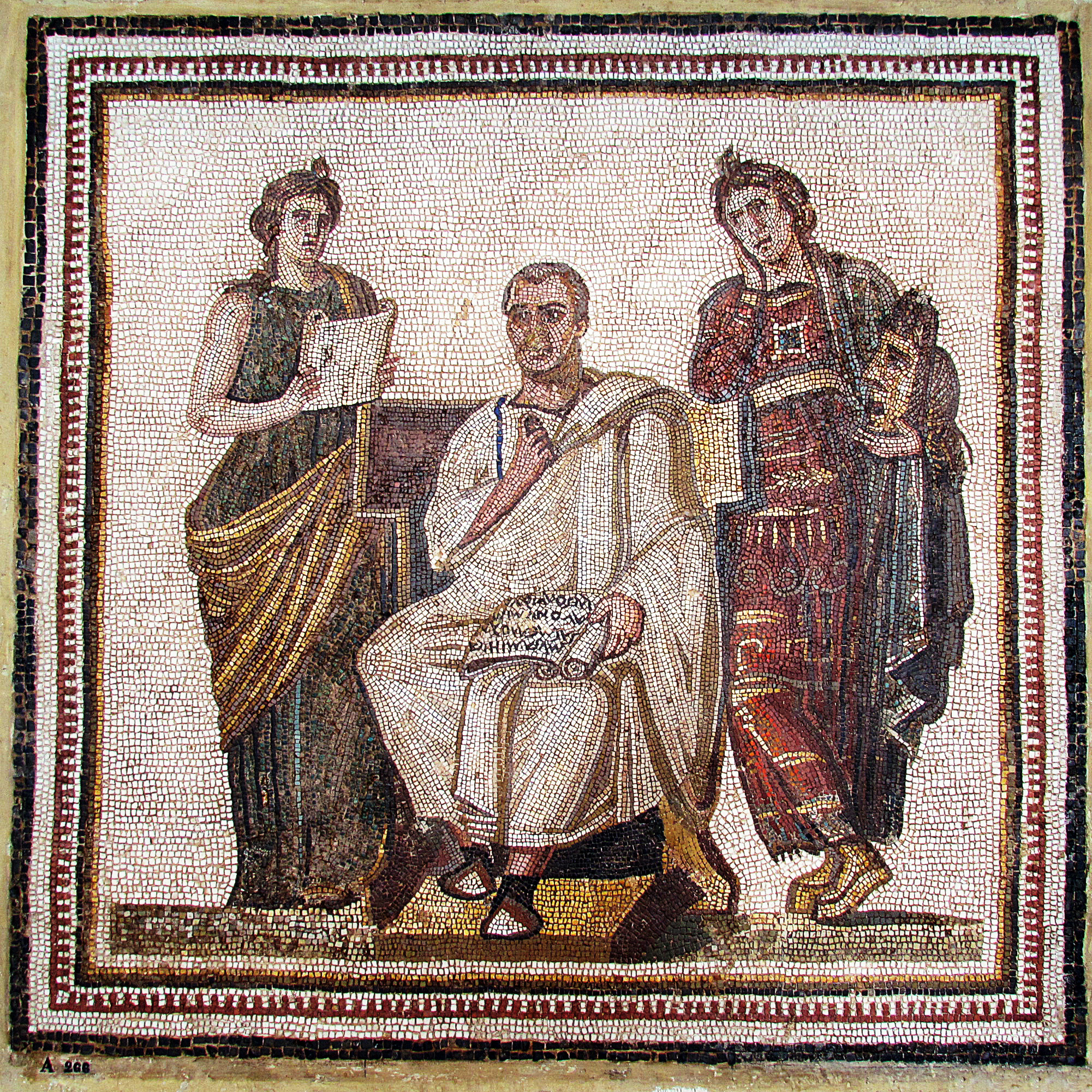
Virgilio con lEneide tra Clio e Melpomene (Museo nazionale del Bardo, Tunisi)

La frase latina Quantum mutatus ab illo! (in italiano Quanto diverso da quello (che è stato)) si trova nell'Eneide (II, 274) di Publio Virgilio Marone, pronunciata da Enea, al quale appare in sogno Ettore non in sembianze di eroe della guerra di Troia, bensì coperto di piaghe sanguinanti.
In genere viene citata quando ci si trova davanti a persone o cose che hanno cambiato aspetto o atteggiamento dall'ultima volta in cui si sono viste.  